# گوتووو-سترازنو
گوتووو-سترازنو (به لاتین: Gutowo-Stradzyno) یک روستا در لهستان است که در گمینا زاویز واقع شده‌است.